# Nephele subvaria
Nephele subvaria är en fjärilsart som beskrevs av Walker 1856. Nephele subvaria ingår i släktet Nephele och familjen svärmare. Inga underarter finns listade i Catalogue of Life.

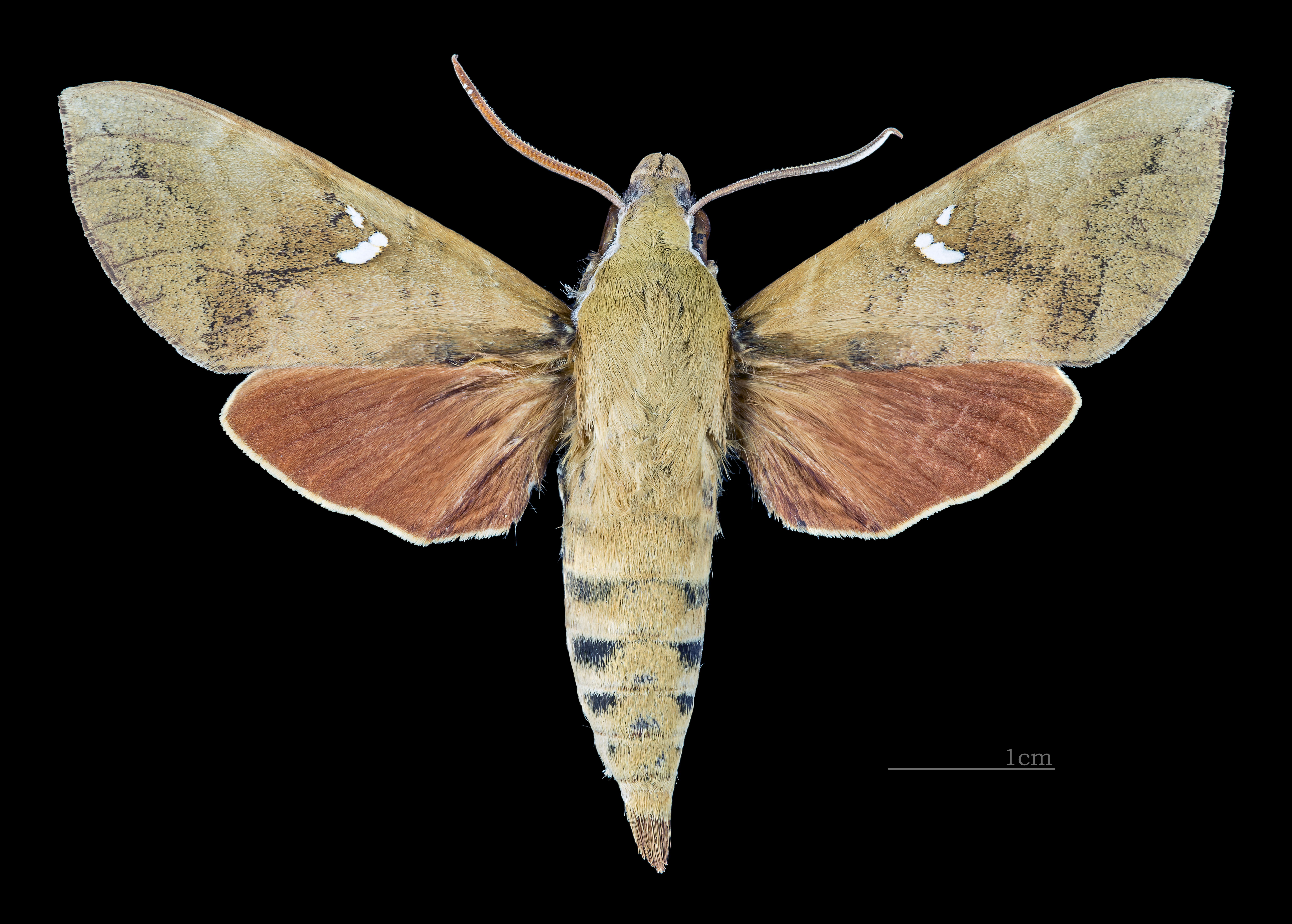
♂
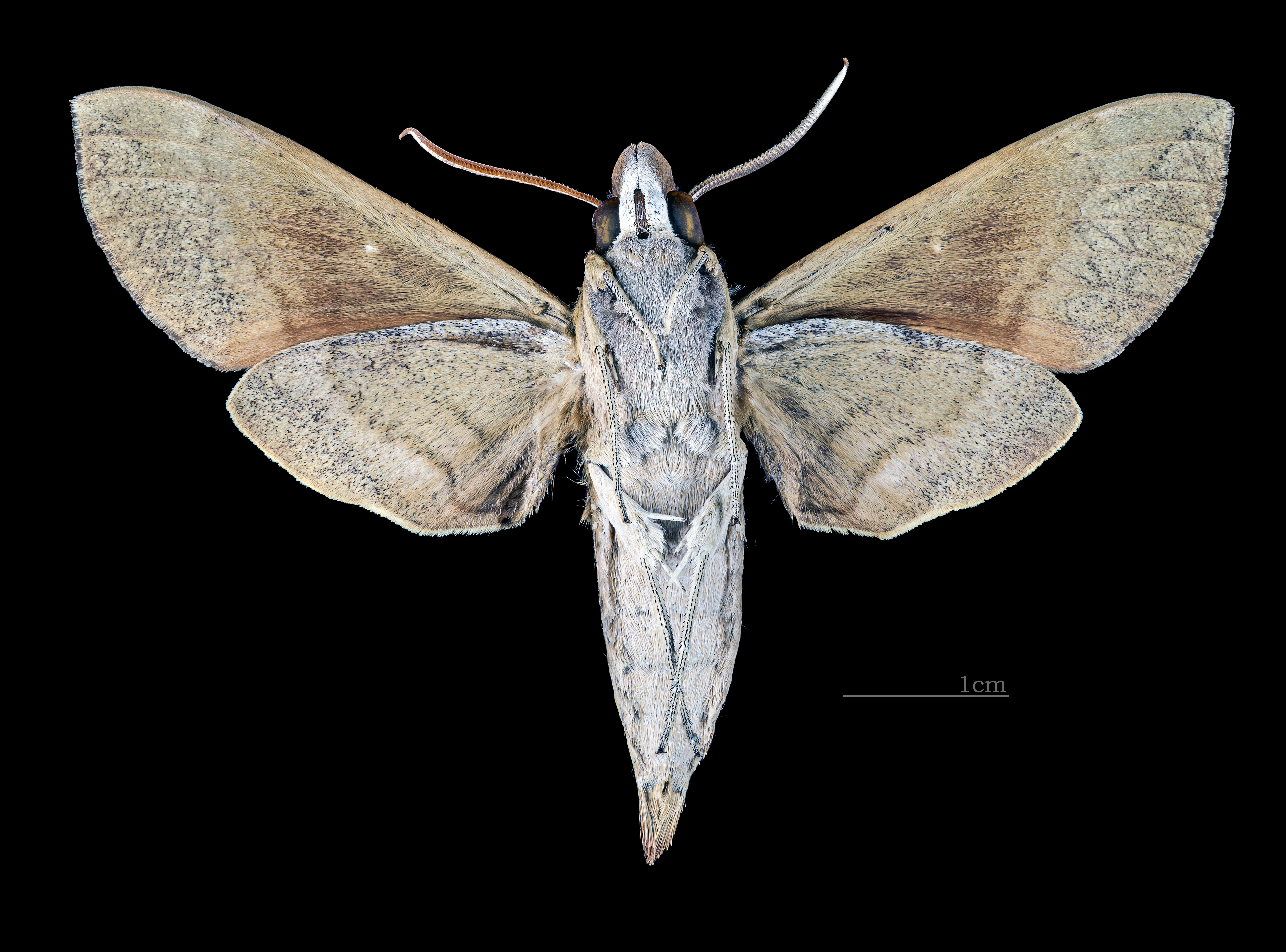
♂ △
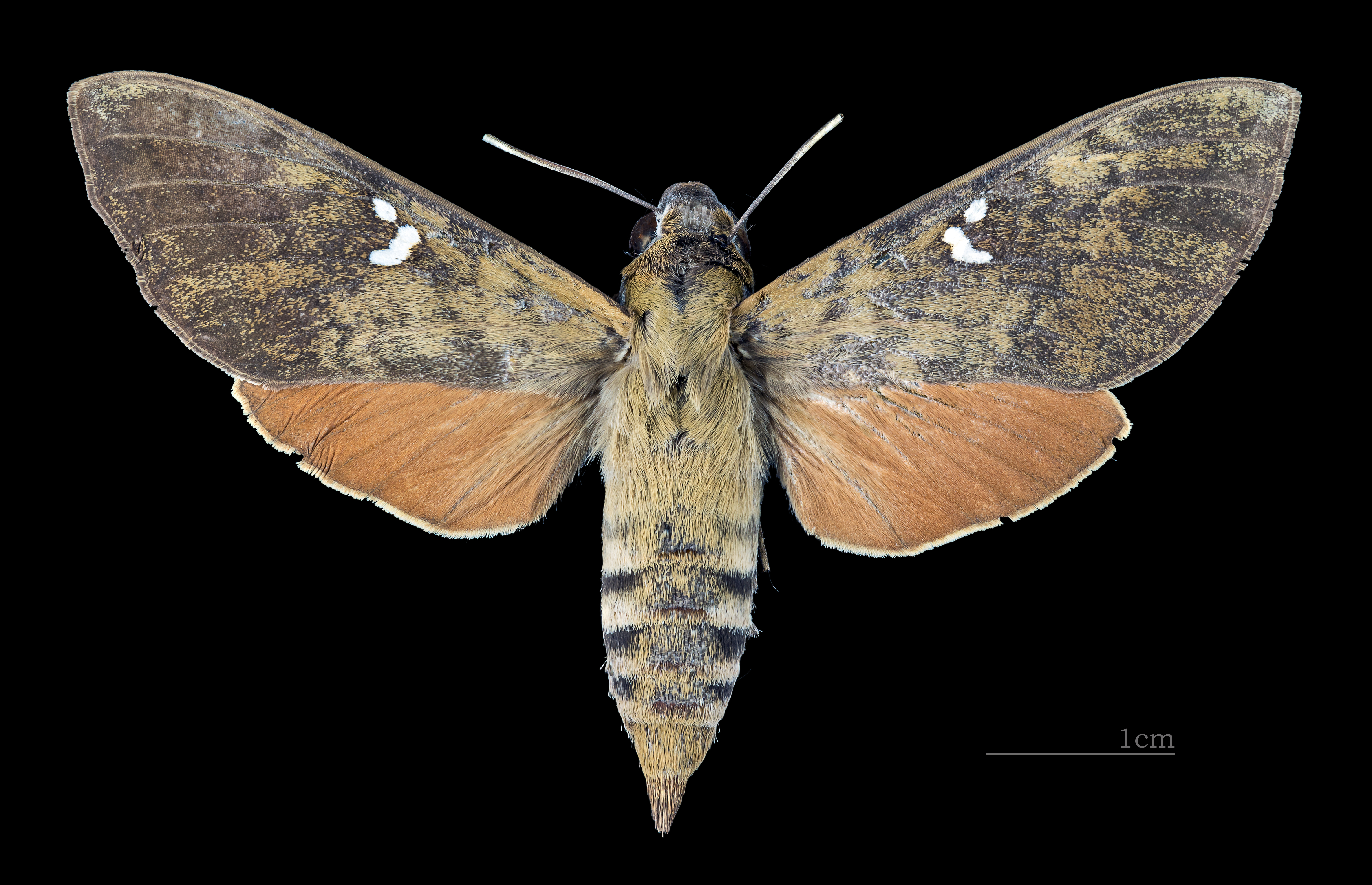
♀
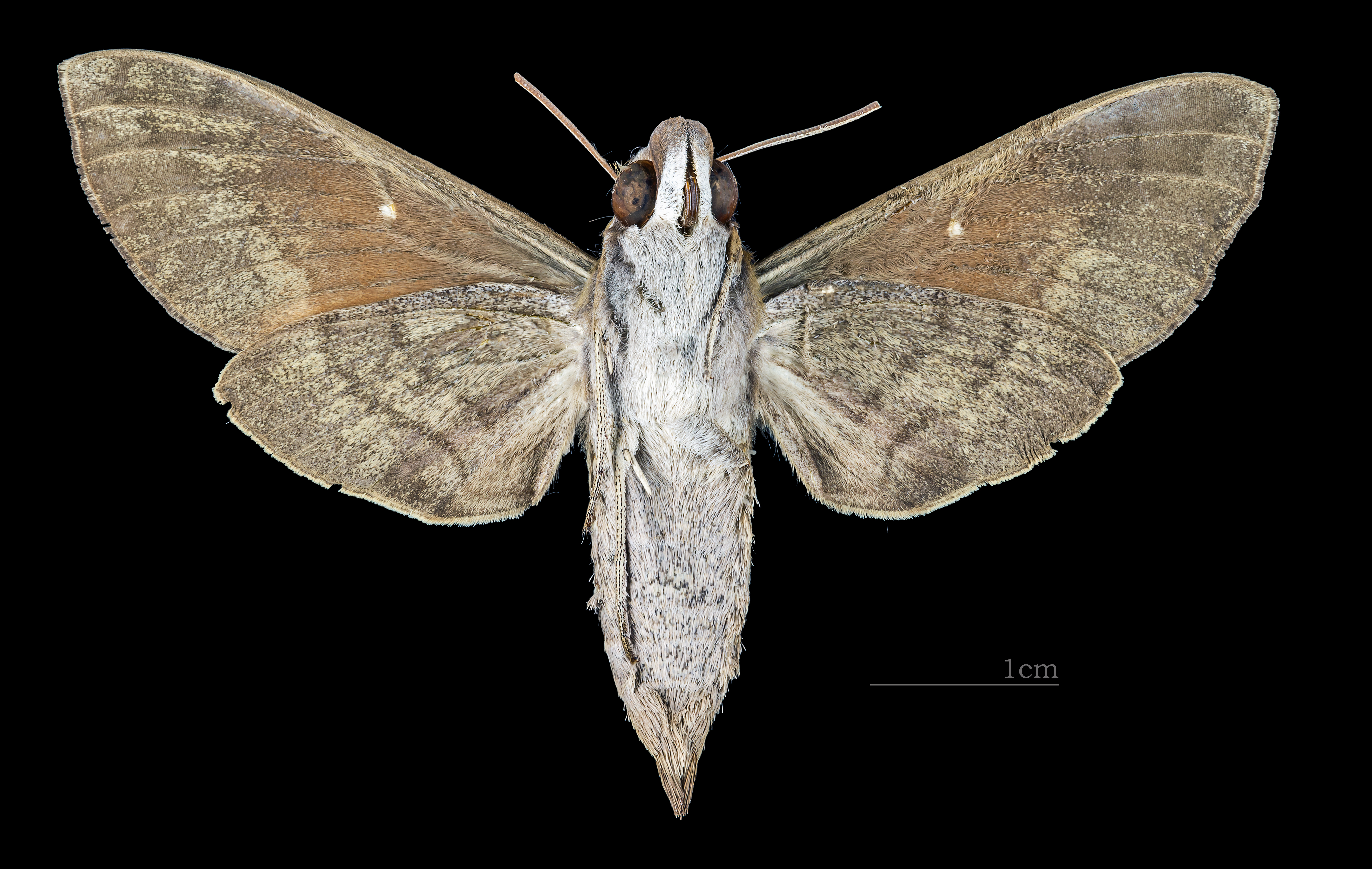
♀ △